# Simbach am Inn
Simbach am Inn là một thị trấn ở huyện Rottal-Inn, bang Bayern, Đức.

## Thành phố kết nghĩa
- Skipton, Anh
- Tolmezzo, Ý